# Atletismo nos Jogos Pan-Americanos de 2007 - 400 m com barreiras feminino
Os 400 metros com barreiras feminino foram um dos eventos do atletismo nos Jogos Pan-Americanos de 2007, no Rio de Janeiro. A prova foi disputada no Estádio Olímpico João Havelange nos dias 23 (semifinais) e 25 de julho (final) com 12 atletas de 8 países.

## Medalhistas
| Ouro   | USA Sheena Tosta     |
| Prata  | JAM Nickiesha Wilson |
| Bronze | USA Nicole Leach     |

## Recordes
Recordes mundiais e pan-Americanos antes da disputa dos Jogos Pan-Americanos de 2007.
| Tipo                             | Atleta            | Tempo   | Local    | Data                |
| -------------------------------- | ----------------- | ------- | -------- | ------------------- |
|                                  | Yuliya Pechonkina | 52.34 s | Tula     | 8 de agosto de 2005 |
| Recorde dos Jogos Pan-Americanos | Daimy Pernía      | 53.44 s | Winnipeg | 28 de julho de 1999 |

## Resultados
- Q: classificação por tempos na série.
- q: classificação por melhores tempos no geral.

### Semifinal
A semifinal foi disputada em 25 de julho.
| Semifinal 1 | Semifinal 1 | Semifinal 1      | Semifinal 1        | Semifinal 1 | Semifinal 1 |
| Result.     | Result.     | Atleta           | País               | Tempo       | Qual.       |
| Pos.        | Geral       | Atleta           | País               | Tempo       | Qual.       |
| ----------- | ----------- | ---------------- | ------------------ | ----------- | ----------- |
| 1           | 2           | Nicole Leach     | USA Estados Unidos | 55.77 s     | Q           |
| 2           | 4           | Nickiesha Wilson | JAM Jamaica        | 56.44 s     | Q           |
| 3           | 6           | Lucimar Teodoro  | BRA Brasil         | 56.99 s     | Q           |
| 4           | 7           | Daimy Pernía     | CUB Cuba           | 57.45 s     | q           |
| 5           | 10          | Daisy Ugarte     | BOL Bolívia        | 1m00.26     |             |
| 6           | 11          | Lucy Jaramillo   | ECU Equador        | 1m00.30     |             |

| Semifinal 2 | Semifinal 2 | Semifinal 2       | Semifinal 2           | Semifinal 2 | Semifinal 2 |
| Result.     | Result.     | Atleta            | País                  | Tempo       | Qual.       |
| Pos.        | Geral       | Atleta            | País                  | Tempo       | Qual.       |
| ----------- | ----------- | ----------------- | --------------------- | ----------- | ----------- |
| 1           | 1           | Sheena Tosta      | USA Estados Unidos    | 55.55 s     | Q           |
| 2           | 3           | Shevon Stoddart   | JAM Jamaica           | 56.40 s     | Q           |
| 3           | 5           | Andrea Blackett   | BAR Barbados          | 56.54 s     | Q           |
| 4           | 8           | Janeil Bellille   | TRI Trinidad e Tobago | 57.71 s     | q           |
| 5           | 9           | Higlécia Oliveira | BRA Brasil            | 58.53 s     |             |
| 6           | 12          | Paola Sánchez     | ECU Equador           | 1m01.59     |             |

### Final
A final dos 400 metros com barreiras feminino foi disputada em 25 de julho as 19:40 (UTC-3).
| Pos.              | Atleta           | País                  | Tempo   |
| ----------------- | ---------------- | --------------------- | ------- |
| Medalha de ouro   | Sheena Tosta     | USA Estados Unidos    | 54.64 s |
| Medalha de prata  | Nickiesha Wilson | JAM Jamaica           | 54.94 s |
| Medalha de bronze | Nicole Leach     | USA Estados Unidos    | 54.97 s |
| 4                 | Shevon Stoddart  | JAM Jamaica           | 55.42 s |
| 5                 | Andrea Blackett  | BAR Barbados          | 56.02 s |
| 6                 | Lucimar Teodoro  | BRA Brasil            | 56.58 s |
| 7                 | Janeil Bellille  | TRI Trinidad e Tobago | 57.42 s |
| 8                 | Daimy Pernía     | CUB Cuba              | 59.71 s |